# Isidre Solé i Solernou
Isidre Solé i Solernou (Jorba, Anoia, 3 de gener de 1931) és un pianista català.
Fou fill de l'organista local Francesc Solé i Miquel. Estudià música amb Manuel Muñoz Espinalt al Conservatori Municipal de Música de Barcelona i amb Fèlix Martínez Comín. A partir dels anys 60 visqué a Estocolm (Suècia), on fou professor de música i dirigí corals sueques i una coral d'espanyols. L'any 2011 encara acompanyà al piano la Coral Mixta de Santa Maria d'Igualada en un concert, i el 2013 va ser nomenat "cantaire de mèrit" de la coral. L'any 2019 rebé una placa de la Coral, en el vuitantè aniversari de l'entitat.
Ha escrit una desena de sardanes.